# Mykola Awilow

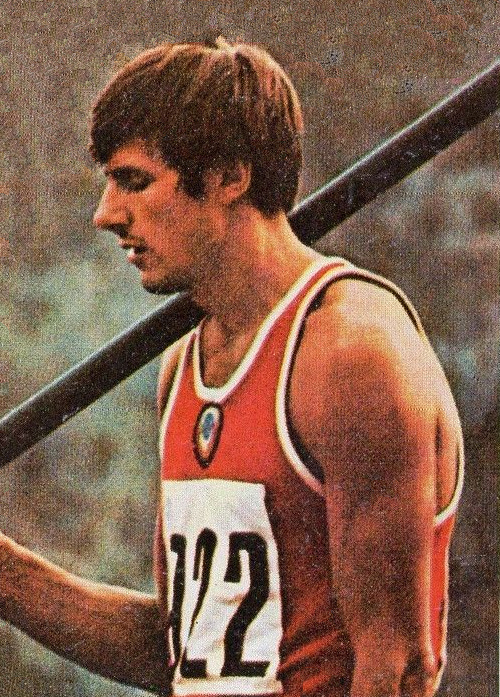
Mykola Awilow 1972

Mykola Awilow (englische Transkription Mykola Avilov; * 6. August 1948 in Odessa, Ukrainische SSR, UdSSR) ist ein ehemaliger sowjetischer Leichtathlet und Olympiasieger.

## Leben
Awilow besuchte die Kinder- und Jugendsportschule Nr. 5 (Детско-юношеская спортивная школа (ДЮСШ) № 5) in Odessa und spielte zunächst Basketball. Er fiel Talentsuchern auf und begann in der sechsten Klasse zusätzlich mit der Leichtathletik. Obwohl ihm eine Karriere im Basketball vorhergesagt worden war, entschied er sich nach Beratung mit Eltern und Trainern zunächst für den Hochsprung, er übersprang im Alter von 16 Jahren bereits die 2 Meter. Sein Trainer Wladimir Kazman führte ihn an den Mehrkampf heran, nachdem er herausragende Leistungen in den Sprungdisziplinen gezeigt hatte. 1966 war Awilow Junioren-Europameister im Weitsprung. Er gewann seinen ersten Zehnkampf im Mai 1967 in Kiew und erzielte dabei 7103 Punkte.
Überraschend qualifizierte er sich 1968 für die sowjetische Olympiamannschaft und belegte bei den Olympischen Spielen in Mexiko als jüngster Teilnehmer der Konkurrenz im Zehnkampf den vierten Platz hinter dem Sieger Bill Toomey und den beiden Deutschen Hans-Joachim Walde und Kurt Bendlin. Vierter war er auch bei den Europameisterschaften 1969 in Athen.
Nach einer Verletzung, die er sich bei den Europameisterschaften 1971 in Helsinki zuzog, schien die Fortsetzung seiner Karriere gefährdet. Dennoch wurde er 1972 sowjetischer Meister und war damit für die Olympischen Spiele in München qualifiziert. Bei diesem Wettkampf gingen 33 Zehnkämpfer an den Start. Awilow konnte sich durchsetzen und gewann die Goldmedaille vor dem ebenfalls für die Sowjetunion startenden Leonid Lytwynenko und dem Polen Ryszard Katus. Seine Leistung von 8454 Punkten – sie setzte sich zusammen aus 11,00 s – 7,68 m – 14,36 m – 2,12 m – 48,45 s – 14,31 s – 46,98 m – 4,55 m – 61,66 m – 4:22,82 min – bedeutete Weltrekord und wurde erst im August 1975 von Bruce Jenner verbessert. Nach der seit 1985 gültigen Punktwertung sind das 8466 Punkte und ergeben Platz 55 auf der ewigen Weltbestenliste (Stand Dezember 2010). Auch 1975 und 1976 sicherte er sich die sowjetische Meisterschaft. Bei seinen dritten Olympischen Spielen 1976 in Montreal gewann er eine weitere Medaille, als er mit 8369 Punkten Platz drei hinter dem US-Amerikaner Bruce Jenner und dem Deutschen Guido Kratschmer belegte. Im Qualifikationswettkampf zu den Olympischen Spielen 1980 in Moskau erzielte er am 21. Juni 1980 in Moskau mit 8062 Punkten (nach neuer Punktrechnung 8067) zum elften Mal über 8000 Punkte. Da er sich als Fünfter aber nicht mehr für Olympia qualifizieren konnte, beendete er mit diesem Zehnkampf seine Karriere.
Awilow ist mit der ehemaligen Hochspringerin Walentyna Kosyr verheiratet. Das Paar hat zwei Söhne, die in den olympischen Jahren 1972 und 1976 geboren wurden. Die Auszeichnung Verdienter Meister des Sports erhielt er 1972, außerdem wurde ihm der Orden des Roten Banners der Arbeit verliehen. Er startete für Dynamo Odessa. Noch während seiner sportlichen Laufbahn schloss er 1974 ein Studium an der Staatliche Wirtschaftsuniversität Odessa (Одесский государственный экономический университет) als Jurist ab. Nach seiner Aktivenkarriere wurde er Trainer und arbeitete ab 1991 auf den Seychellen. Später kehrte er in die Ukraine nach Odessa zurück, wo er seither als Trainer tätig war. Nach dem russischen Überfall auf die Ukraine 2022 floh er im Mai 2022 nach Deutschland.

## Bestleistungen im Mehrkampf
- Zehnkampf: 8454 Punkte, aufgestellt am 8. September 1972 in München (8466 Punkte nach der Punktwertung von 1985)
- 100 m: 10,95 s
- Weitsprung: 7,68 m
- Kugelstoßen: 14,81 m
- Hochsprung: 2,14 m
- 400 m: 48,16 s
- 110 m Hürden: 14,20 s
- Diskuswurf: 48,74 m
- Stabhochsprung: 4,60 m
- Speerwurf: 67,14 m
- 1500 m: 4:22:82 min
- Siebenkampf: 5662 Punkte, aufgestellt 1979